# Pachyprotasis nigrosubtilis
Pachyprotasis nigrosubtilis – gatunek błonkówki  z rodziny pilarzowatych i podrodziny Tenthredininae.
Gatunek ten opisany został w 2000 roku przez Attilę Harisa na podstawie pojedynczego samca odłowionego w 1949 roku.
Błonkówka ta ma ciało o długości 7 mm. Głowa jej jest biała z czarnymi wierzchem czułków, ciemieniem, górną obwódką oczu i plamą od okolicy potylicznej po panewki czułkowe. Powierzchnię głowy pokrywa bardzo gęste ziarenkowanie i białe owłosienie. Przedni brzeg nadustka jest zaokrąglenie wykrojony na głębokość około ⅓ jego długości. Tułów jest biały z czarnymi elementami oraz brązowawobiałymi cenchri. Odnóża są głównie biało-czarne, ale tylna para ma stopy, golenie i część ud czerwone. Przezroczyste skrzydła cechuje ciemnobrązowe użyłkowanie i pterostygma. Te pierwszej pary mają długość od 6,8 mm. Odwłok jest biały od spodu, a z wierzchu czarny z białymi, trójkątnymi kropkami na tergitach od pierwszego do czwartego.
Owad znany wyłącznie z lokalizacji typowej w nepalskim Parku Narodowym Langtang.